# Assembleia de Deus Vitória em Cristo
A Assembleia de Deus Vitória em Cristo é um ministério da Assembleia de Deus fundada em 1959, no Rio de Janeiro. A igreja possui atualmente mais de 100 congregações em todo o Brasil, é uma das organizadoras da Marcha para Jesus e do programa televisivo Vitória em Cristo.

## História

### Fundação e crescimento: Ministério Penha
A igreja foi fundada em 1959, no bairro da Penha na cidade do Rio de Janeiro, pelo pastor José Pimentel de Carvalho. Em 1962 assumiu a liderança da igreja, o pastor Sebastião Ferreira Pinto. Um ano depois o pastor Augusto Costa pastoreou a igreja provisoriamente.
Em 1964, a igreja já possuía sete congregações, foi quando José Santos tornou-se o pastor da igreja. Após o seu falecimento em 2010, a igreja já era composta por 15.000 membros e 89 congregações presentes nos estados do Rio de Janeiro, Minas Gerais, Espírito Santo e Pernambuco.

### A presidência do pastor Silas Malafaia: Assembleia de Deus Vitória em Cristo
Em março de 2010 o pastor Silas Malafaia assumiu a o cargo de pastor presidente da igreja, e desde então a igreja continuou a crescer. Em Abril do mesmo ano o pastor comunicou a mudança de nome da igreja de Assembleia de Deus da Penha para Assembleia de Deus Vitória em Cristo, o motivo foi para evitar a confusão do nome da igreja com o bairro onde estava situada, visto seu crescimento no número de congregações. 
No mês seguinte o pastor anunciou oficialmente a saída da Convenção Geral das Assembleias de Deus no Brasil, tornando assim a igreja independente do órgão, embora os pastores da igreja possam continuar ligados a convenção individualmente.

## Projetos de expansão
Ainda em 2010 a igreja anunciou o projeto de expandir o número de congregações de pouco mais de uma centena para mais de 1.000 igrejas em todo o Brasil. No ano de 2013 a meta foi reafirmada. Em 2014 a igreja colocou como meta a abertura de mais 250 congregações no ano.

## Inauguração da nova sede
No ano de 2014 foi inaugurada a nova sede da igreja com capacidade para 6 mil pessoas. Foram gastos cerca de R$ 30 milhões na construção e mais de dois anos para a conclusão da obra. O evento da inauguração contou com a participação de 8 mil pessoas. E algumas figuras conhecidas da região.   

## Eventos
A igreja é uma das organizadoras da Marcha para Jesus no Rio de Janeiro. O evento conta com a participação de cantores pregadores e lideranças políticas de diversos grupos denominacionais. Estima-se ter a participação de cerca de 600 mil pessoas anualmente.

## Participação política
A liderança da igreja declarou que é totalmente favorável a participação e influência política dos valores e ideias cristãos, de forma que apoiou oficialmente a candidatura de deputados em 2014, tendo a eleição de seis dos oito indicados pela igreja.